# نیکولا یووانوویچ (بازیکن فوتبال، زاده ۱۹۵۲)
نیکولا یووانوویچ (انگلیسی: Nikola Jovanović؛ زادهٔ ۱۸ سپتامبر ۱۹۵۲) بازیکن فوتبال اهل یوگسلاوی بود.
از باشگاه‌هایی که در آن بازی کرده‌است می‌توان به باشگاه فوتبال منچستر یونایتد و باشگاه فوتبال ستاره سرخ بلگراد اشاره کرد.
وی همچنین در تیم ملی فوتبال یوگسلاوی بازی کرده‌است.